# Богдан, Константин Иванович
Константи́н Ива́нович Бо́гдан (5 марта 1911, Васильковский уезд, Киевская губерния — 18 января 1969, Киев) — советский оператор документального кино, фронтовой кинооператор в годы Великой Отечественной войны.

## Биография
Родился в селе Пищики (ныне Сквирский район, Киевская область, Украина) в крестьянской семье. По окончании Белоцерковского механического техникума в 1928 году работал сельским учителем.
Окончил операторское отделение Киевского киноинститута в 1936 году, работал на Украинской студии кинохроники в Харькове, сперва ассистентом оператора, а с ноября 1937 года — оператором. С 1939 года — в Киеве.
Участник Великой Отечественной войны с первых дней, с мая 1943 года работал в группе фронтовых киносъёмок Центральной студии кинохроники, затем в киногруппе Воронежского фронта, откуда в декабре 1943 года был уволен за дисциплинарные нарушения. С ноября 1944 года — в киногруппе 1-го Украинского фронта.
В 1945—1969 годах был оператором Украинской студии хроникально-документальных фильмов. Автор более 1000 сюжетов для кинопериодики: «Железнодорожник», «Новости дня», «Пионерия», «Советский Казахстан», «Советский спорт», «Социалистическая деревня», «Союзкиножурнал» и другой. Автор книги «С киноаппаратом по Украине» (Киев; 1964).
Член ВКП(б) с 1946 года, член Союза кинематографистов СССР (1957).
Скончался 18 января 1969 года в Киеве.

## Фильмография
Оператор
- 1938 — Песня о Сталине
- 1939 — Колхозы Западной Украины
- 1939 — Культура колхозного села
- 1940 — Буковина — земля украинская (в соавторстве)
- 1940 — Советский Львов
- 1940 — Пограничник
- 1941 — В Карпатах
- 1945 — Октябрь
- 1945 — Украина возрождается
- 1946 — 1 Мая в Киеве
- 1946 — 1 Мая на Украине
- 1946 — Победа
- 1946 — Польская делегация на Украине
- 1947 — 30 лет Октября
- 1947 — Славный юбилей
- 1947 — Советская Украина
- 1948 — 30 лет Советской Украине
- 1949 — Дашава — Киев
- 1949 — Новая жизнь
- 1949 — Слава вождю
- 1950 — 1 Мая
- 1950 — За мир
- 1951 — 34-й Октябрь
- 1951 — Первое мая
- 1951 — Цветущая Украина
- 1952 — Воссоединённая Украина
- 1952 — Дружба
- 1952 — Снова в родной семье
- 1953 — Великое прощание (совм. с группой операторов)
- 1953 — На Дунае
- 1953 — Песня про Украину
- 1954 — 300 лет воссоединения Украины с Россией
- 1954 — Кукуруза — культура больших возможностей
- 1957 — Живи, Украина!
- 1957 — Киев
- 1957 — Краков
- 1958 — Выставка в Марселе
- 1959 — Миллионеры
- 1959 — С киноаппаратом по городу Кракову
- 1961 — Земля Донецкая — море житейское
- 1962 — В далёком селе
- 1962 — Село на нашей Украине
- 1963 — Жил на земле человек
- 1963 — Днепровские зори
- 1963 — Казаки в Париже
- 1963 — Пойдём напрямик
- 1963 — Поют канадцы
- 1966 — Людина
- 1967 — Василий Порик

Режиссёр
- 1958 — Выставка в Марселе
- 1962 — В далёком селе
- 1962 — Село на нашей Украине

## Награды и премии
- медаль «За победу над Германией в Великой Отечественной войне 1941—1945 гг.»[4]
- Сталинская премия первой степени (1948) — за документальную кинокартину «Советская Украина» (1947)[5]
- Сталинская премия третьей степени (1952) — за документальную кинокартину «Цветущая Украина» (1951)[5]
- два ордена «Знак Почёта» (06.03.1950[6] и 1952[2])
- 3-я премия Вкф (1959; Киев) — за фильм «С киноаппаратом по городу Кракову»[2]